# 約利·洛迪堅
尤里·洛迪堅 (俄语：Юрий Лодыгин，1990年5月26日—)，俄羅斯職業足球員，司職守門員，現效力於希臘超級足球聯賽球會基亞尼拿，他亦是俄羅斯國家隊成員。

## 外部連結
- gazzetta.gr （页面存档备份，存于） an article about Yuri Lodygin
- Soccerway資料庫：約利·洛迪堅
- Yuri Lodygin
- Yuri Lodygin （页面存档备份，存于）
- Yuri Lodygin （页面存档备份，存于）